# Abigail de Andrade
Pour les articles homonymes, voir Andrade.
Abigail de Andrade, née à Vassouras en 1863 ou 1864 et morte le 20 janvier 1891 à Paris 12e, est une peintre brésilienne. Elle est la mère de la peintre Angelina Agostini.

## Biographie
Abigail de Andrade meurt en 1891 à l'âge de 27 ans, en son domicile parisien du 9 bis, rue Lacuée,. Elle est inhumée le lendemain au cimetière parisien d'Ivry.

## Galerie

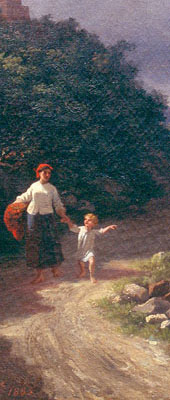
Niterói (1885)